# Mesua ferrea
Mesua ferrea är en tvåhjärtbladig växtart som beskrevs av Carl von Linné. Mesua ferrea ingår i släktet Mesua och familjen Calophyllaceae.

## Underarter
Arten delas in i följande underarter:
- M. f. coromandeliana
- M. f. salicina

## Bildgalleri

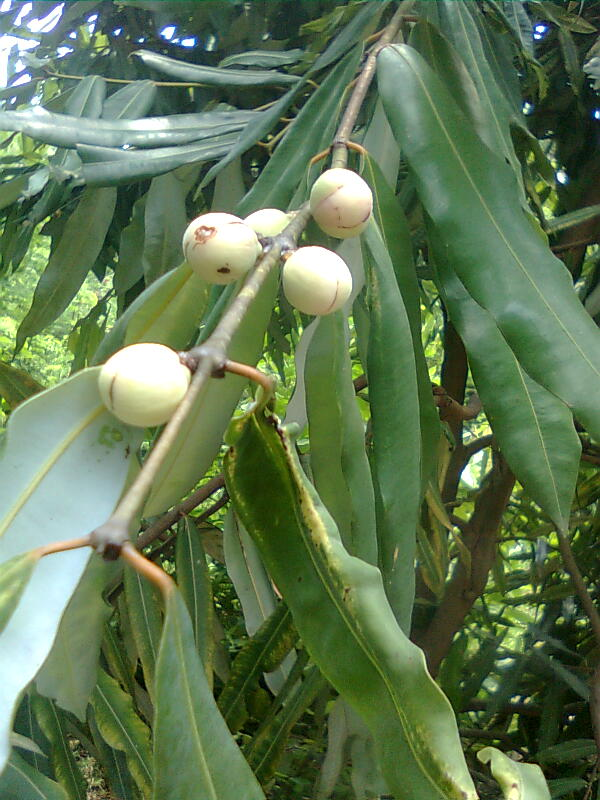